# Davis (Virginie-Occidentale)
Pour les articles homonymes, voir Davis.
Davis est une ville des États-Unis, située le long de la Blackwater dans le comté de Tucker en Virginie-Occidentale. En 2010, sa population était de 660 habitants.

## Géographie
Davis est située au nord de la vallée de Canaan (en), près du parc d'État de Canaan Valley Resort. Elle est entourée par la forêt nationale de Monongahela.

### Démographie
D'après le recensement de 2010, la population était de 600 habitants dont 305 ménages et 173 familles résidentes. La densité de population était de 139,3 hab/km2. La répartition ethnique était de 98 % d'Euro-Américains et 2 % d'autres races.
En 2000, le revenu moyen par habitant était de 22 399 dollars avec 14,6 % de la population vivant sous le seuil de pauvreté.

## Histoire
Davis doit son nom à Henry Gassaway Davis et à sa famille.
Parmi ses lieux remarquables, la Maison de Herman August Meyer (en) a été classé au Registre national des lieux historiques en 2010.